# Жихарец
Жихарец (слч. Žihárec, мађ. Zsigárd) насељено је мјесто са административним статусом сеоске општине (слч. obec) у округу Шаља, у Њитранском крају, Словачка Република.

## Становништво
| Година:    | 1994. | 2004.   | 2014.   | 2024.    |
| ---------- | ----- | ------- | ------- | -------- |
| Број људи: | 1621  | 1614    | 1634    | 1857     |
| Разлика:   |       | -0,43 % | +1,23 % | +13,64 % |

| Година:    | 2023. | 2024.   |
| ---------- | ----- | ------- |
| Број људи: | 1842  | 1857    |
| Разлика:   |       | +0,81 % |

Према подацима о броју становника из 2011. године насеље је имало 1.651 становника.